# 3D računarska grafika
3D računarska grafika (ili 3D grafika, trodimenzionalna računarska grafika, trodimenzionalna grafika) je pojam koji označava različite metode stvaranja i prikazivanja trodimenzionalnih objekata pomoću računarske grafike.

## Podjela
računarska grafika dijeli se na više područja: modeliranje, trodimenzionalne geometrijske transformacije, trodimenzionalna vizuelizacija, trodimenzionalna objekt reprezentacija, i rendering.

## Grafičke funkcije za opisivanje sastavnih dijelova slike
Opšti softverski paketi za grafičke programe za razliku od paketa za posebnu upotrebu obezbjeđuju biblioteke sa grafičkim funkcijama koje se mogu koristiti u programskim jezicima kao što su C, C++, Java ili Fortran. Funkcije u tipičnim grafičkim bibliotekama uključuju one za opisivanje dijelova slike (prave linije, poligoni, sfere i drugi objekti), štimanja vrijednosti boje, odabir pogleda scene, te podešavanje rotacije i drugih preoblikovanja

## Geometrijske transformacije
Operacije koje primjenjujemo na geometrijski opis objekta da bi ga premjestili, rotirali, promijenili njegovu veličinu ili reflektovali se nazivaju geometrijske transformacije.

## vizuelizacija
- Projekcija
  - Paralelna projekcija
  - Perspektivna projekcija

## objekt reprezentacija
Grafički prikaz može sadržavati veliki broj različitih vrsta objekata (geometrijskih modela) sa različitim materijalnih površinama: drveće, cvijeće, papir, čelik, oblake, staklo, plastiku, odjeću, itd.

## Metode za određivanje vidljive površine
Velika pažnja pri dobivanju realističnog grafičkog prikaza se posvećuje određivanju vidljivih površina prikaza sa određene pozicije gledanja.
- Prednje i zadnje lice poligona
- Metod prostora objekta
- Metod prostora slike

## Rendering
- Render
- Rendering površine